# Боргето (Кунео)
Боргето је насеље у Италији у округу Кунео, региону Пијемонт.
Према процени из 2011. у насељу је живело 67 становника. Насеље се налази на надморској висини од 678 м.